# Polizeiruf 110: Ein Fall ohne Zeugen
Ein Fall ohne Zeugen ist ein deutscher Kriminalfilm von Roland Oehme aus dem Jahr 1975. Der Fernsehfilm erschien als 32. Folge der Filmreihe Polizeiruf 110.

## Handlung
Die 35-jährige Maria Sander wird mit Wehen ins Krankenhaus gebracht. Es ist ihr erstes Kind. Kindsvater ist der verheiratete Wolfgang Pressler. Er will seine Frau Gisela verlassen, um mit Maria und dem Kind eine Familie zu gründen. Gisela nahm die Seitensprünge ihres Mannes stets großzügig hin, ahnt jedoch, dass es ihm aufgrund des Kindes diesmal ernst ist. Sie beginnt, um ihren Mann zu kämpfen.
Mit Maria im Zimmer liegt auch Hannelore Jentsch, die in der Klinik ihren vierten Sohn zur Welt gebracht hat. Ihr Mann Harald reagiert auf die Nachricht nach einem weiteren Sohn enttäuscht, hat er sich doch ein Mädchen gewünscht. Zehn Tage nach der Geburt geht Hannelore mit Kinderwagen einkaufen, parkt den Wagen mit Kind Uwe kurz vor einem Tapetenladen und stellt nach ihrem wenige Minuten dauernden Einkauf fest, dass der Wagen verschwunden ist. Zunächst glauben die anderen Kunden an einen Scherz, doch wird bald deutlich, dass das Kind entführt worden ist. Die Kriminalpolizei wird alarmiert und Oberleutnant Jürgen Hübner und Kriminalmeister Lutz Subras beginnen mit den Ermittlungen. Auch Leutnant Vera Arndt wird für die Ermittlungen hinzugezogen, obwohl sie eigentlich gerade mit Mann und Kindern in den Urlaub fahren wollte. Sie verspricht ihrer Familie, in wenigen Tagen nachzukommen.
Die Ermittler finden keinerlei Zeugen der Entführung. Der blaue Kinderwagen ist ein oft benutztes Modell, die Familie hat keine Feinde und auch kein Vermögen, das Grund für eine Erpressung sein könnte. Lutz Subras verdächtigt eine aus der Psychiatrie entflohene Patientin, die unweit des Hauses der Familie Jentsch lebte, das Kind entführt zu haben. Die Frau bleibt jedoch verschwunden. Vera Arndt glaubt, dass das Kind bald auftauchen muss, weil es noch gestillt wird und daher bald Hunger haben und schreiend auf sich aufmerksam machen wird. Die Bevölkerung wird auf den Fall aufmerksam gemacht, VP-Helfer aus der Bevölkerung halten die Augen offen und Mütter mit Kinderwagen müssen sich verstärkt ausweisen. Auch Maria Sander wird so angehalten, als sie Wolfgang Pressler vom Bahnhof abholt. Sie weist sich mit ihrem Schwangerschaftspass aus.
Maria Sander erhält Besuch von Gisela Pressler, die mit ihr über die bessere Zukunft für Wolfgang diskutieren will. Maria wirft sie hinaus. Gisela diskutiert später mit Wolfgang über die Möglichkeit ein eigenes Kind zu haben, so wisse sie von einem Neugeborenen, das sie adoptieren könnte. Wolfgang weiß um den Entführungsfall und wird misstrauisch. Spielende Kinder finden wenig später den verwaisten Kinderwagen von Hannelore. Die Ermittler können ein braunes Perückenhaar in den Sachen sicherstellen. Tatsächlich besitzt die aus der Psychiatrie entflohene Frau eine solche Perücke. Die Babyjacke des kleinen Uwe wird wenig später in einem Kanal gefunden, was zur verstärkten, aber ergebnislosen Suche führt.
Vera Arndt beginnt nun, sämtliche Kliniken der Stadt nach Fällen von Totgeburten oder kurz nach der Geburt verstorbenen Säuglingen zu durchsuchen. Jürgen Hübner wiederum erhält einen Anruf von einem Zeugen. Totengräber Harri Knopp erinnert sich an eine Frau, die vor kurzem ihr neugeborenes Kind bestatten musste. Sie sei in ihrem Verhalten vollkommen aus dem normalen Rahmen gefallen. Vor wenigen Tagen habe er sie jedoch mit Kinderwagen und anderer Haarfarbe wiedergesehen. Über die Totenbücher kann Jürgen Hübner den Namen der Frau ausfindig machen. Auch Vera Arndt ist fündig geworden, und so treffen beide Ermittler am selben Haus ein. Es handelt sich um die Wohnung von Maria Sander, die ihr Kind drei Tage nach der Geburt verloren hatte. Sie entführte das Kind ihrer Zimmernachbarin Hannelore, um so ihren Freund an sich zu binden. Maria, die auch eine braune Perücke besaß und sie kurz nach der Entführung wegwarf, wird verhaftet. Vera Arndt wiederum kann zu ihrer Familie in den Urlaub fahren.

## Produktion
Ein Fall ohne Zeugen wurde vom 16. Dezember 1974 bis Februar 1975 unter dem Arbeitstitel Eine seltsame Liebe in Berlin gedreht. Die Drehorte befanden sich unter anderem in den Stadtbezirken Friedrichshain (Warschauer Straße, inkl. Eingang zum S-Bahnhof & Ostbahnhof), Weißensee (Park am Weißen See mit Blickrichtung Badeanstalt) und Mitte (Schleuse am Mühlendamm & Hochhaus Fischerinsel 1) – in dieser Reihenfolge. Die Kostüme des Films schuf Helga Dürwald, die Filmbauten stammen von Rose-Marie Kaufmann. Der Film erlebte am 29. Juni 1975 im 1. Programm des Fernsehens der DDR seine Fernsehpremiere. Die Zuschauerbeteiligung lag bei 58 Prozent.
Es war die 32. Folge der Filmreihe Polizeiruf 110. Oberleutnant Jürgen Hübner ermittelte in seinem 14. Fall, Leutnant Vera Arndt in ihrem 25. Fall und Kriminalmeister Lutz Subras in seinem 15. Fall. In der emotionalen Szene, in der das Ehepaar Jentsch überraschend während der Suche an der Mühlendammschleuse erscheint und von Jürgen Hübner zu einem Einsatzwagen geschickt wird, redet der Oberleutnant Lutz Subras mit „Alfred“ an; der Filmfehler – Darsteller des Lutz Subras war Alfred Rücker – wurde im Film belassen. Ebenso wird Subras bei der ersten Anhörung von Frau Jentsch im Büro des ABV durch Hübner mit Alfred angesprochen. Etwas später sprechen Kinder, die bei der Suche nach dem Kinderwagen helfen, Kriminalmeister Subras mit Alfred an. Von einem Polizisten, der im Dienstfahrzeug an der Mühlendammschleuse mit der Leitstelle telefoniert, wird Polizeimeister Subras als Unterleutnant zum Telefon gerufen, obwohl Polizeimeister kein Offiziersrang ist. Es wird die Familie von Vera Arndt gezeigt, als sie mit ihrem Mann den Koffer für die Urlaubsreise packt. Sie hat zwei Kinder, einer, Olaf, spricht sie mit Mutti an.
Ein Fall ohne Zeugen war eine der wenigen ernsten Fernseharbeiten von Regisseur Roland Oehme. Es war das einzige Mal, dass Edwin Marian das Drehbuch für einen Polizeiruf schrieb. Marian hatte sich dabei selbst die Rolle des Wolfgang Pressler zugedacht. Die Kritik stellte fest, dass der Film „detailliert die polizeiliche Ermittlungsarbeit [verfolgt] und […] dabei der gedanklichen Reflexion über Tat und mutmaßliche Täter breiten Raum ein[räumt].“ Im Film werde angesprochen, dass Menschen „auch in der sozialistischen Gesellschaft nicht nur ein gesellschaftliches oder politisches Leben führen, sondern auch über ein Seelenleben verfügen“ – ein Aspekt, der in den Polizeiruf-Folgen Mitte der 1970er-Jahre erstmals auftaucht.